# ديمقراطية إعلامية
الديمقراطية الإعلامية هي عبارة عن مجموعة من الأفكار التي تدعو إلى إصلاح الإعلام وتقوية خدمة البث العامة وتطوير الإعلام البديل والصحافة العامة (والتي يطلق عليها أيضًا صحافة الشارع) والمشاركة فيهما. والغرض المعلن منها هو خلق نظام إعلامي يقوم بإخبار وتمكين جميع أفراد المجتمع وتعزيز القيم الديمقراطية. وهي تعد منهجًا ديمقراطيًا وليبراليًا لدراسات الإعلام والذي يدعو إلى إصلاح الإعلام مع التركيز على خدمة البث العامة ومشاركة الجمهور من خلال استخدام ووسائط الصحافة العامة والإعلام البديل. وتركز الديمقراطية الإعلامية على استخدام تكنولوجيا المعلومات لتعزيز قدرات الأفراد من المواطنين وتعزيز المثل الديمقراطية عبر نشر المعلومات. بالإضافة إلى أن النظام الإعلامي نفسه يجب أن يكون ديمقراطيًا في بنيته  حيث يبتعد عن الملكية الخاصة والضوابط التنظيمية المكثفة. تستلزم الديمقراطية الإعلامية أن يتم استخدام الإعلام لتعزيز الديمقراطية وأيضًا الاعتقاد بأن الإعلام يجب أن يكون ديمقراطيًا في حد ذاته؛ وبما أن التركيز في ملكية الإعلام غير ديمقراطي ولا يمكنه ترويج وتعزيز الديمقراطية فبالتالي يجب فحصه بتمعن. ولقد نشأت الفكرة، والحركة الاجتماعية التي تشجعها، كاستجابة لسيطرة الشركات المتزايدة على الإعلام والتقلص الملحوظ لسوق الأفكار.
ويشير المصطلح أيضًا إلى الحركة الاجتماعية الحديثة الواضحة في دول متعددة حول العالم والتي تحاول أن تجعل وسائل الإعلام الرئيسية أكثر مسئولية تجاه الجمهور الذي تخدمه وخلق بدائل أكثر ديمقراطية.

## المبادئ الرئيسية
لقد نشأ مفهوم الديمقراطية الإعلامية كاستجابة لإلغاء الضوابط التنظيمية بأسواق البث وتكثيف ملكية وسائل الإعلام. ففي كتابهم Manufacturing Consent: The Political Economy of the Mass Media (تصنيع الموافقة: الاقتصاد السياسي الخاص بوسائط الإعلام) يقوم المؤلفان إدوارد إس هيرمان ونعوم تشومسكي بتلخيص نموذج الدعاية في الإعلام، والذي يقول بأن المصالح الخاصة في التحكم في وسائل الإعلام ستشكل الأخبار والمعلومات قبل نشرها إلى الجمهور عبر استخدام خمسة فلاتر للمعلومات. وبهذه الطريقة، تتخذ هيكلية وسائل الإعلام العامة كمؤسسات ربحية طريق معاكس للمثل الديمقراطية التي يعلو شأنها في الصحافة الحرة.
وتدعو الديمقراطية الإعلامية إلى أن ملكية الشركات والضغوط التجارية تؤثر على المحتوى الإعلامي، مما يحد بشدة من نطاق الأخبار والآراء والبرامج الترفيهية التي يتلقها المواطنون. وبالتالي، فهم ينادون بتوزيع أكثر عدلاً للقاعدة الاقتصادية والاجتماعية والثقافية والمعلوماتية والأمر الذي سيؤدي إلى مواطنين أكثر اطلاعًا، وأيضًا إلى حوار سياسي مستنير ونموذجي بصورة أكبر.
تدعو الديمقراطية الإعلامية إلى:
- استبدال نموذج الإعلام التحرري الحالي بآخر يعمل ديمقراطيًا بدلاً من أهدافه الربحية
- تقوية خدمة البث العامة
- دمج استخدام الإعلام البديل في الخطاب الأعم
- زيادة دور الصحافة العامة
- تحويل الجمهور السلبي إلى مشاركين فاعلين
- استخدام وسائل الإعلام العامة لتعزيز المثل الديمقراطية

إن الهيكل التنافسي للمشهد الإعلامي يتعارض مع المثل الديمقراطية، حيث تؤثر تنافسية السوق على كيفية صياغة الأخبار وتقديمها إلى الجمهور. وقد "يعوق" هذا من قدرة النظام الديمقراطي على حل المشكلات الاجتماعية الداخلية والصراعات الدولية أيضًا بالطرق المثلى".
ولكن، ترتكز الديمقراطية الإعلامية في خلق نظام إعلامي يشجع تنوع الأصوات والآراء بدلاً من الملكية أو الدمج، وذلك في محاولة للقضاء على التحيز في التغطية. وهذا، بدوره، يؤدي إلى الجدل العام المستنير الضروري للدولة الديمقراطية.
وتمثل القدرة على فهم وفحص الصلة بين الصحافة والديمقراطية أهمية خاصة حيث يمتلك الإعلام القدرة على سرد أخبار المجتمع وبالتالي التأثير على التفكير والمعتقدات والسلوكيات. ولا يوجد معنى فعلي «لجعل الإعلام ديمقراطيًا» في مصطلحات الخطاب السياسي في المجتمعات الغربية.

## تكثيف ملكية وسائل الإعلام
من الأفكار الرئيسية في الديمقراطية الإعلامية هي أن تركيز ملكية وسائل الإعلام في العقود الأخيرة في أيدي القليل من المؤسسات التجارية والتكتلات أدى إلى تضييق نطاق الأصوات والآراء التي يتم طرحها في وسائل الإعلام؛ وزيادة في إضفاء سمة تجارية على الأخبار والمعلومات؛ وجردت وسائل الإعلام الإخبارية من قدرتها على إجراء التحقيقات الصحفية والقيام بدورها كمراقب على مصالح العامة؛ وزيادة التأكيد على المحصلة المالية النهائية والتي تعطي الأولوية للبرامج المعلوماتية والترفيهية (المعلوامتاعية) وأخبار مشاهير الفنانين عن الخطاب الإعلامي الإخباري.
ولقد قامت بعض الدراسات الثقافية بالتحقيق في التغيرات المتعلقة بالتوجه المتزايد في وسائل الإعلام العامة الحديثة في مجال السياسة إلى خلط وطمس الحدود بين الصحافة والترفيه والعلاقات العامة والإعلان.
ومن الضروري تواجد مدى متنوع من مقدمي المعلومات ليتلقى المشاهدون والقراء والمستمعون نطاقًا واسعًا من المعلومات من مصادر مختلفة غير متحيزة ولا يتم التحكم فيها أو فلترتها بشكل صارم. إن إمكانية الوصول إلى مصادر مختلفة للمعلومات يحول دون المحاولات المتعمدة لنشر المعلومات المضللة ويسمح لجمهور العامة بتكوين أحكامهم وآرائهم الخاصة. ويعد هذا في غاية الأهمية حيث يجب أن يكون الأفراد في موضع يسمح لهم باتخاذ القرارات والتصرف باستقلالية ليكون هناك ديمقراطية عاملة.
ولقد شهدت العقود العديدة الماضية تركيزًا متزايدًا لملكية الإعلام بواسطة كيانات خاصة كبيرة. وتعرف هذه المنظمات في الولايات المتحدة باسم العظماء الست (Big Six). وتتضمن: جنرال إلكتريك وشركة والت ديزني ونيوز كوربوريشن وتايم وارنر وفياكوم وسي بي إس كوربوريشن. وهناك منهجٌ مشابهٌ تم اتباعه في كندا حيث أن غالبية وسائل الإعلام مملوكة لتكتلات شركات وطنية. وأدى هذا إلى انخفاض عدد الأصوات والآراء التي تصل إلى الجمهور وزيادة في إضفاء سمة تجارية على الأخبار والمعلومات وانخفاض نسبة التحقيقات الصحفية والتأكيد على البرامج المعلوماتية والترفيهية وتحقيق الأرباح في مقابل الخطاب العام الإخباري.
ولقد تم تشجيع تركيز ملكية الوسائل الإعلامية بواسطة سياسات الحكومة التي تشجع إلغاء الضوابط والقيود وسياسات التجارة الليبرالية الجديدة. ففي الولايات المتحدة، أدى قانون الاتصالات لعام 1996 إلى إزالة غالبية قوانين ملكية الإعلام التي كانت سارية من قبل. وهذا أدى إلى عمليات دمج هائلة في صناعة الاتصالات. وتم شراء ما يزيد عن 4000 محطة إذاعية وانخفضت ملكية الأقليات لمحطات تلفزيونية إلى أقل مستوى لها منذ عام 1990 عندما بدأت الحكومة الفيدرالية في تتبع البيانات.

## حركة الديمقراطية الإعلامية
لقد تكونت عدة مجموعات ناشطين على كل من المستوى المحلي والقومي في الولايات المتحدة وكندا كاستجابة لتكتل ملكية الإعلام. وكان هدفها هو نشر الوعي حول الافتقار إلى التنوع في الساحة الإعلامية وتوجيه الجمهور إلى الإعلام البديل. بالإضافة إلى هذا تطالب هذه المجموعات بالوصول إلى حلول سياسية لهيئة الاتصالات الفيدرالية في الولايات المتحدة وهيئة الاتصالات والبث الإذاعي والتلفزيوني الكندية «لمعارضة المزيد من عمليات الدمج».
في الولايات المتحدة، تعد مؤسسة ميديا أكسس بروجيكت هي شركة محاماة ذات مصالح عامة تدعو إلى الديمقراطية الإعلامية عن طريق "حماية حرية التعبير وترويج إمكانية الوصول العالمية والعادلة للمنافذ الإعلامية وخدمات قطاع الاتصالات السلكية واللاسلكية و[تشجيع] الحوار العام الحيوي حول القضايا الهامة التي تواجه مجتمعنا. ولقد أثارت المجموعة العديد من المخاوف المتعلقة بتوجه الإعلام للتحررية الجديدة في الولايات المتحدة في السنوات الأخيرة، وخاصة فيما يتعلق بملكية الإعلام وقوانين حيادية الإنترنت وإمكانية الوصول إلى النطاق اللاسلكي.
وفي كندا، تعد OpenMedia.ca مجموعة مماثلة وهي تشجع ديمقراطية الإعلام عن طريق تشجيع أنظمة التواصل المفتوح عبر الحملات والأحداث والورش عبر الإنترنت. وبشكل خاص، كانت حملة "Stop The Meter" (أوقف العداد) التي شنتها المجموعة لتقديم التماس لرفض الفوترة المستندة إلى الاستخدام هي الأكبر على الإنترنت في التاريخ الكندي.

## النسوية والديمقراطية الإعلامية
على الرغم من أن النموذج كان يهدف إلى دمقرطة الآراء المعبر عنها في وسائل الإعلام وكذلك في ملكية الكيانات الإعلامية نفسها، فإن نظرية الإعلام النسوي تقول بأنه لا يمكن النظر إلى الإعلام على أنه شامل أو ديمقراطي طالما أنه يعتمد على مفاهيم الموضوعية وعدم التحيز الذكورية. حيث يتطلب تأسيس إعلام شامل وديمقراطي إعادة تصور كيفية تعريف الأخبار ومبادئها. وفقًا لبعض واضعي نظريات الإعلام النسوي، تتشابه الأخبار مع الأنواع الأدبية الخيالية التي تفرض نظام وتفسير محدد على المواد المذكورة فيها عن طريق أسلوب السرد. وبالتالي، فإن سرد الأخبار المقدم يمثل زاوية واحدة فقط لصورة أكبر بكثير.
ولقد قيل إن التمييز بين المعلومات العامة والخاصة التي تدعم كيفية تعريفنا للمحتوى الإخباري القيم أو المناسب هو أيضًا مفهوم يسيطر عليه الجندر. كما يقول الجدل النسوي أيضًا أن التقويض المنهجي للمعلومات الخاصة والشخصية يستثني أصوات النساء من الحوار الشعبي. وبالإضافة إلى هذه النقطة، يقول واضعو نظريات الإعلام النسوي بأن هناك نسبة من العدالة والمساواة مفترضة ومتضمنة في تعريف الجمهور والذي يتجاهل الاختلافات المهمة بين الجنسين فيما بتعلق بمنظورهما. لذا بينما تسمح الديمقراطية الإعلامية كبديل من الناحية العملية أو الصحافة العامة بمساحة أكبر للتنوع، فإن واضعي النظريات هؤلاء يقولون بأن أصوات النساء يتم وضعها في أطر الموضوعية والتفكير المنطقي الذكورية.
وعلى الرغم من هذا النقد فهناك قبول عام بين هؤلاء المنظرين أن طمس الحدود بين المعلومات العامة والخاصة مع تقديم بعض الأشكال من الصحافة البديلة (وأيضًا زيادة التفاعل والمحتوى المقدم من المستخدمين) قد يشير إلى تحول إيجابي نحو ديمقراطية إعلامية أكثر شمولاً وديمقراطية. وتتحدى بعض أشكال ديمقراطية الإعلام المطبقة فعليًا (كالصحافة البديلة أو الصحافة العامة) مبادئ الصحافة الرئيسية (الموضوعية وعدم التحيز) عن طريق رفض فكرة أنه من الممكن القيام بالسرد دون تحيز ويعد أكثر تفضيلاً أخلاقيًا واجتماعيًا.

## ديمقراطية الإعلام على الإنترنت
تعد الشبكة العنكبوتية العالمية، وخاصة Web 2.0، وسيط قوي لتسهيل نمو ديمقراطية الإعلام حيث إنها توفر لمستخدميها "صوتًا ومنبرًا وإمكانية الوصول إلى وسيلة الإنتاج. حيث يتيح الويب لكل شخص مشاركة المعلومات على الفور دون حواجز لعمل إدخال عبر بنية تحتية مشتركة، وعادةً ما ينظر إليه كمثال على القوة المحتملة لديمقراطية الإعلام.
إن استخدام تقنيات شبكات التواصل الاجتماعي الرقمية لترويج المعارضة والإصلاح السياسي يضفي مصداقية على نموذج الديمقراطية الإعلامية. ويتضح هذا في الاحتجاجات واسعة النطاق في الشرق الأوسط وشمال إفريقيا والتي تعرف باسم الربيع العربي حيث سمحت مواقع الإعلام الاجتماعي مثل فيس بوك وتويتر ويوتيوب للمواطنين بالتواصل سريعًا مع بعضهم البعض وتبادل المعلومات وتنظيم الاحتجاجات المناهضة لحكوماتهم. وبينما لا يمكن القول بأن للإعلام الاجتماعي وحده الفضل في نجاح هذه التظاهرات، فلقد لعبت التقنيات دورًا هامًا في إحلال التغيير في تونس ومصر وليبيا. وتوضح هذه الأفعال أن يمكن اطلاع الجمهور على الأخبار عبر قنوات الإعلام البديلة ويمكنهم تغيير سلوكهم وفقًا لها.

## النقد
يلاحظ نقاد الديمقراطية الإعلامية أن النظام، ليعمل بشكل صحيح، يجب أن يفترض أن كل فرد في المجتمع يمكن تعليمه وقد يصبح عضوًا مشاركًا فعالاً في خلق الإعلام وتبادل المعلومات. ففي الدول التي تعاني من ارتفاع معدل الأمية، على سبيل المثال، يكون من المستحيل على المواطنين العاديين المشاركة بصورة كاملة في الإعلام وتعديل سلوكهم في المجتمع بما يتفق مع هذا الإعلام. فبدلاً من تعزيز المثل الديمقراطية، فذلك بدوره يمزق المجتمع ويقسمه إلى طبقة عليا تشارك بفعالية في خلق الإعلام، وطبقة دنيا تستهلكه فقط، مما يترك أفرادها عرضة للتلاعب بالمعلومات أو التحيز الإعلامي. وليس هذا ببعيدٍ عن نقد نانسي فرايزر للمجال العام الهابرماسي فيما يتعلق بتوضيح التباينات الفردية.
وتظهر أيضًا مشكلة عند محاولة دمج دور الصحفيين والصحافة التقليدية في نطاق الديمقراطية الإعلامية. وعلى الرغم من أن المنافذ الإعلامية هي كيانات مملوكة لأفراد، فإن الصحفيين الذين يقومون بتوظيفهم يخضعون لتدريب مكثف وكذلك ميثاق أخلاقي صارم عند تقديم الأخبار والمعلومات للجمهور. ولأن الديمقراطية الإعلامية تعتمد بصورة كبيرة على الصحافة العامة والصحافة البديلة ومشاركة المواطنين، فهناك احتمال أن ينظر الجمهور لجميع المعلومات المتبادلة على أنها متساوية. ولن يؤثر ذلك بالسلب على وكالة الفرد في مجتمع ديمقراطي فقط بل سيتعارض مع فكرة الصحافة الحرة التي تهدف إلى توعية الجمهور.